# Evangeliar von Cividale

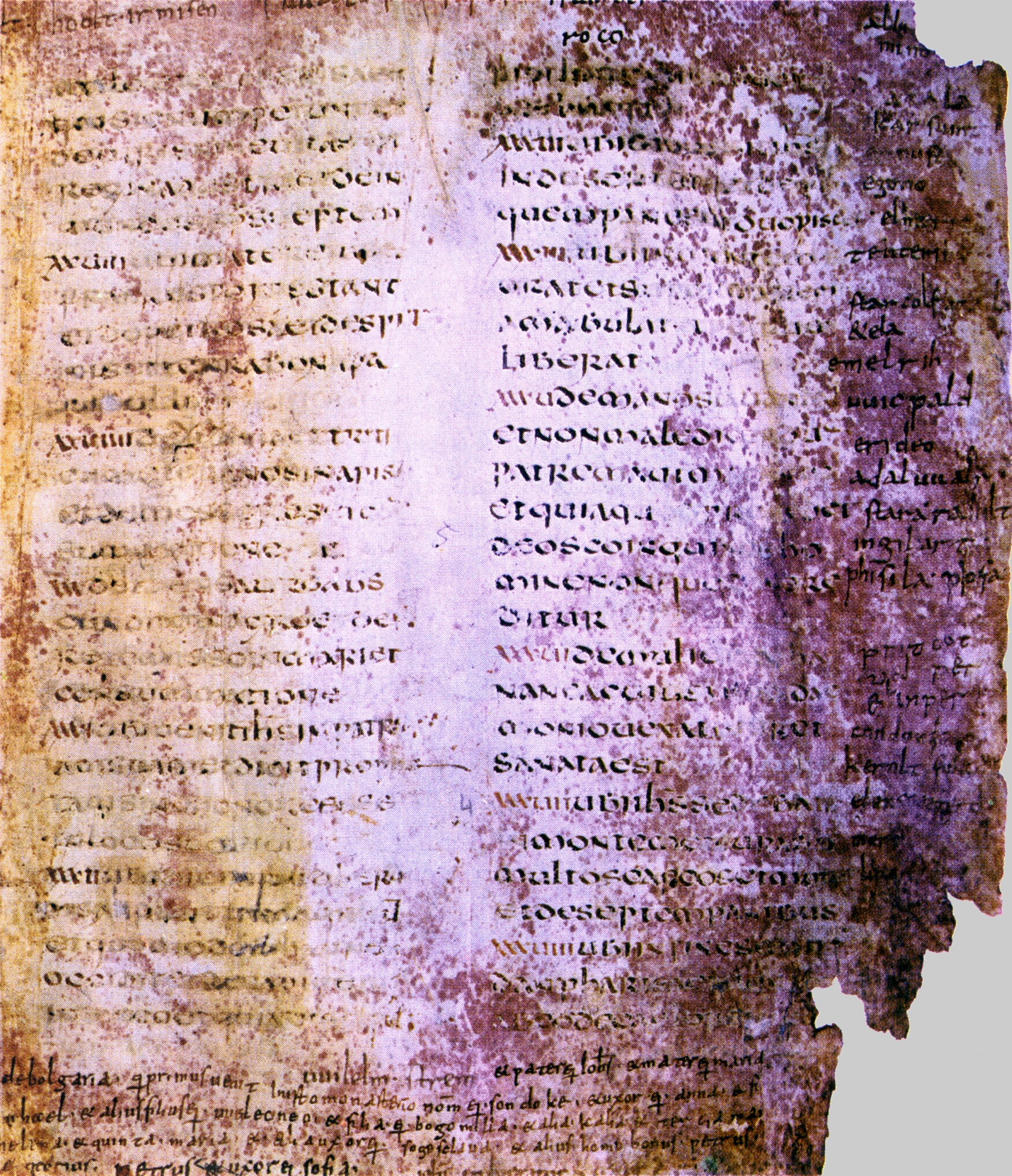
Evangeliar von Cividale

Das Evangeliar von Cividale (auch Codex Aquileiensis oder Codex Foroiuliensis) ist eine Handschrift in lateinischer Sprache, die um das Jahr 500 verfasst wurde. Sie enthält den (Biblia) Vulgata-Text der Evangelien und ist in Unziale auf Pergament geschrieben. Die Handschrift enthält außerdem die Namen von etwa 1500 Pilgern des Klosters San Giovanni di Duino in Duino-Aurisina aus dem späten 9. und frühen 10. Jahrhundert. Die letzten Seiten der Handschrift fehlen. Es war damals üblich, solche Einzelblätter als Reliquien zu verwenden. Um 1300 wurde das Markus-Evangelium herausgetrennt und in Silberblech gebunden.
Der Teil der Handschrift mit den lesbaren Pilgernamen befindet sich heute im Nationalmuseum im namengebenden Cividale del Friuli als Codici sacri № 1, die 1354 gesondert gebundenen letzten beiden Quaternionen (Lagen von vier Pergament-Bögen) des Markus-Evangeliums im Prager Veitsdom.
Der kunstvolle wappenverzierte Einband aus Silberblech mit den ersten fünf Quaternionen des Markus-Evangeliums gehört zum Domschatz von San Marco in Venedig. 1420 hatte Venedig das Patriarchat von Aquileia erobert und das Evangeliar als dessen Emblem wie ein Staatsheiligtum an sich gebracht, weil es als verehrungswürdiger Autograph des Evangelisten galt. Bereits 828 hatten Venezianer die Markus-Reliquien aus Alexandria geraubt, wo der Evangelist als erster Patriarch gilt. Der Evangelist Markus löste dabei den heiligen Theodor Tiro als Stadtheiligen Venedigs ab. Dabei war der Wechsel des Stadtpatrons auch ein Zeichen der Unabhängigkeit von Byzanz und dem dortigen Ökumenischen Patriarchen von Konstantinopel. Venedig verfolgte bereits seit 774 mit einem eigenen Bistum in Olivolo (heute San Pietro di Castello) eine weitestgehende kirchenpolitische Unabhängigkeit und damit die Nachfolge der Patriarchate von Grado und Aquileia.

## Entstehung
Die Handschrift enthielt ursprünglich den vollständigen Text der vier Evangelien in der lateinischen Fassung der Vulgata. Sie wurde vermutlich am Ende des 5. Jahrhunderts oder in der ersten Hälfte des 6. Jahrhunderts im Ostgotenreich (493 bis 553) in der damaligen Residenz Ravenna von einer einzigen, sehr schönen und festen Hand in größtem Quart in Unzialen auf sehr weißem und feinem Pergament geschrieben. Der Schreiber hat Kapitelüberschriften am Rande eingefügt.

## Liturgische Randbemerkungen
Ende des 6. Jahrhunderts oder bereits im 7. Jahrhundert hat eine andere Hand mit Jüngerer römischer Kursive die ganze Handschrift mit liturgischen Randbemerkungen versehen, meist um die Tage der Evangelienlesungen anzuzeigen.

## Verkündigungen
Entweder 735 oder 746 wurde in runder Minuskel eine Verkündigung des Osterfestes und der Fastenzeit eingetragen. Die Sexagesima (Vorfastenzeit) begann am 20. Februar, Ostern fiel auf den 17. April.

## Patriarchat von Aquileia
Die komplette Handschrift des Evangeliars von Cividale mit noch allen vier Evangelien gelangte um die Mitte des 9. Jahrhunderts ins Friaul. Cividale del Friuli war seit der 737 erfolgten Übersiedlung des Patriarchen Callixtus von Aquileia ein halbes Jahrtausend bis zum Jahre 1238 Sitz des Patriarchats. Wahrscheinlich kam die Handschrift zunächst dorthin. Die Patriarchen von Aquileia sahen sich in der Nachfolge des Evangelisten Markus, der im Auftrag des Apostels Petrus hier das Christentum verkündet haben soll. Patriarchensitze beriefen sich stets auf Apostelgründungen. Markus hätte auch den ersten Bischof Hermagoras eingesetzt, welcher der Legende nach in der Christenverfolgung des Nero das Martyrium erlitt. Auf Veranlassung eines Patriarchen von Aquileia wurde um das Jahr 1300 das spätantike Markusevangelium abgetrennt und in Silberblech wappenverziert kunstvoll eingebunden, um es als persönliche Handschrift des Evangelisten zu deklarieren. Dieser angebliche Autograph wurde den Gläubigen zur Verehrung gezeigt.

### Pilgernamen
Die Handschrift enthält außerdem die Namen von etwa 1500 Pilgern des Klosters San Giovanni di Duino (auch: San Giovanni in Tuba oder San Giovanni al Timavo) in Duino-Aurisina aus dem späten 9. und frühen 10. Jahrhundert. Dies wird auf Folio 4 auch explizit erwähnt: qui venerunt in isto monasterio (die in dieses Kloster kamen). Sie schrieben sich zum frommen Gedächtnis hier ein oder ließen sich einschreiben. Letzteres wird zum Beispiel auf Folio 215 deutlich: Adoloc Rimfrit Erminat. Adoloc, iste Adoloc ista nomina scribere rogavit (Adoloc Rimfrit Erminat Adoloc, dieser Adoloc hat gebeten, diese Namen zu schreiben). Das Kloster San Giovanni di Duino gehörte zum Patriarchat von Aquileia.
Das Kloster war eine langobardische Gründung nach der iroschottischen Regel des Columban von Luxeuil (auch Columban von Bobbio oder Columban der Jüngere) und wurde durch die Einfälle der Hetmagyaren (Ungarn) zu Beginn des 10. Jahrhunderts zerstört. Demzufolge muss sich das Markus-Evangeliar zu dieser Zeit in diesem Kloster befunden haben, wurde aber offenbar vor den Ungarn in Sicherheit gebracht, wahrscheinlich wieder an den Patriarchensitz in Cividale del Friuli.
Die Namen sind germanischer oder slawischer Herkunft, einige sind unleserlich, einige geben auch Familiennamen und Herkunftsgebiet an. Auf den ersten neun Folios ist jeder Raum beschrieben, selbst der Raum zwischen den Zeilen. Folio 10 und 11 sind auch noch gut gefüllt, wobei hier der Raum zwischen den Zeilen ausgespart blieb. Ab Folio 12 werden die Namen weniger, ab Folio 15 sind schon mehrere Blätter frei von Namen, und weiter hinten in der Handschrift sind nur noch vereinzelt Namen zu finden. Die Namen sind in der runden Karolingischen Minuskel geschrieben.
Dieses Namensverzeichnis ist in der Form eines Liber vitae (Buch des Lebens) geführt worden und lehnte sich an die zeitgenössischen frühmittelalterlichen Verbrüderungsbucher an.
Die Pilger kamen für damalige Verhältnisse aus einem unglaublich großen Gebiet, das von Alemannia bis Bayern, von Karantanien bis Pannonien, von Mähren bis Kroatien und von Bulgarien bis Byzanz reichte. Sie alle zogen in Richtung Südosten des Karolingerreiches und insbesondere in Richtung Aquileia. Die Gläubigen und Pilger, angefangen bei Patriarch Theutmar (851–872), stellten ihr Leben unter den Schutz der aquileiensischen Märtyrer, die in San Canzian d’Isonzo bei Aquileia verehrt wurden. Hier hatte während der Diokletianischen Christenverfolgung um das Jahr 304 das Martyrium der drei Märtyrer-Geschwister Cantius, Cantianus und Cantianilla stattgefunden, und hier wurden sie auch begraben. Es ist ein herausragendes Zeugnis, das die Schuld gegenüber der Missionskirche von Aquileia belegt.
Der Pilgerstrom setzte spätestens im 6. Jahrhundert, also in der Entstehungszeit des Evangeliars von Cividale, ein. Venantius Fortunatus († um 600), Bischof von Poitiers und aus Treviso gebürtig, bemerkt in seinem Gedicht auf den heiligen Martin:
Aquileiensem si fortasse accesseris urbem Cantianos Domini nimium venereris amicos.
„Solltest du nach Aquileia kommen, zolle höchste Verehrung den Cantiani, den Freunden des Herrn.“
Es ist das Zeugnis für einen damals schon als bekannt vorausgesetzten Märtyrerkult, der wegen der Würde des Patriarchats von Aquileia auch über die Alpen drang. Die drei Namen finden sich im Martyrologium Romanum und mehrmals im Hieronymianum. Maximus von Turin († um 420) erwähnt in einer Predigt, dass die Geschwister vor der Stadt Aquileia getötet wurden, als sie in einer Kutsche von dort fliehen wollten.
Für die slawische Onomastik sind die 377 slawischen Personennamen von herausragender Bedeutung, da sie eine der frühesten und die ausführlichsten Nennungen darstellen.
Das Evangeliar von Cividale enthält die ersten bekannten kroatischen Autographen in lateinischem Text. Mutimir von Serbien, Groß-Župan Rasziens von ca. 860 bis 890, und sein Sohn Pribislav (auch Prvoslav) von Serbien (als „Preuuisclavo“, er regierte mit seinen Brüdern Bran und Stefan 891/892), wurden offenbar in die Handschrift aufgenommen, was auf serbische Kontakte mit Aquileia hinweisen könnte.
Das Evangeliar von Cividale enthält auch die Namen der bulgarischen Gesandten beim Papst und der Herrscherfamilie von Boris I., dem ersten christlichen Herrscher (Knjas) der Bulgaren:
„Hier sind die Namen aus Bulgarien. An erster Stelle ihr [bulgarischer] König Michael [Taufname von Boris I.] und sein Bruder Doks und sein anderer Bruder Gabriel und seine Frau Maria und sein Sohn Rassate und der andere Gabriel und der dritte Sohn Simeon und der vierte Sohn Jakob und seine Tochter, die Dienerin Gottes Praxis (Eupraxia), und seine andere Tochter Anna.“
Diese Angaben stammen von einem anonymen Mönch der bulgarischen diplomatischen Vertretung in Rom, der im Dezember 867 in die Ewige Stadt reiste.
Zu den bekanntesten Namen in dem Evangeliar gehören der König von Italien Ludwig II. (römischer Mitkaiser ab 850 und Kaiser von 855 bis 875) und der ostfränkische König Karl III., genannt der Dicke (römischer Kaiser von 881 bis 887). Karl der Dicke reiste nach einem Friedensschluss mit dem altmährischen König Svatopluk I. im Jahre 884 von Tulln an der Donau über Karantanien und Friaul nach Pavia, wobei er das Patriarchat Aquileia und dessen heilige Stätten besuchte. Auch die Kaiserin Engelberga († 23. März 890 oder 891) ist erwähnt, sicher nicht von eigener Hand. Von ihr könnte aber zeittypisch das vorangestellte Kreuz stammen: † lodohicus imp. ingelberga regina (Folio 3). Sie war die Ehefrau des erwähnten Kaisers Ludwig II. († 12. August 875). Die Verlobung mit Ludwig fand 851 vor dem 5. Oktober statt, das Datum der Eheschließung ist nicht bekannt.
Ein Johannes imperator et uxor eius Tecla ist nicht sicher identifiziert.
Weitere adlige Namen waren u. a.:
- Pabo von Karantanien, ab 840 Verwalter der fränkischen Grafschaft Karantanien im Bairischen Ostland, † nach 860
- Graf Witigowo von Karantanien (um 860)[3]
- Kocel, von 861 bis 876 der zweite Herrscher des Plattensee-Fürstentums im heutigen Ungarn
- Graf Richeri (Richard)
- Engelschalk I., Markgraf (comes terminalis) der Ostmark und Graf in Oberpannonien, † 871 in Großmähren

Es werden auch Geistliche erwähnt:
- Teudmari pontificis auf Folio 162, Patriarch Theutmar von Aquileia (851 bis 872 Patriarch, nach anderer Meinung 855 bis 875)
- † domno Karolo imperatore. domno liuttuardo episcopo auf Folio 12 wurde sicher vom Erzkaplan Karls des Dicken, Bischof Liutard von Vercelli, geschrieben, das voranstehende Kreuz wohl zeittypisch durch den Kaiser ergänzt
- ein Domenico episcopo auf Folio 11 (möglicherweise ein Bischof von Olivolo, um 866)
- ein Artuin episcopus auf Folio 179 (unbekannt)
- ein uuerinolfus abbas auf Folio 3 (unbekannt)

## Altmährisches Reich
Im Altmährischen Reich, damals Missionsgebiet des Patriarchats von Aquileia, kursierten um 860/870 angebliche Autographen der Evangelisten Matthäus, Lukas und Johannes. Die Annahme, dass es sich bei dem Evangeliar von Cividale um einen Autograph des Markus handeln würde, war dort allgemein anerkannt, wie auch die vielen Pilgereinträge aus diesem Raum veranschaulichen. Bei der Schließung der Großmährischen Akademie in Anwesenheit päpstlicher Legaten Anfang 886 flüchteten Lehrkräfte von dort (vermutlich von der Burg Devín bei Bratislava) zu den Wislanen, wo sie die Geistliche Akademie Krakau gründeten. Hierdurch gelangten die  Handschriften nach Krakau. Bei der Zerstörung der dortigen Geistlichen Akademie durch die Polanen im Jahr 990 konnten diese in den Gau Nisan gerettet werden, wo sie von der Akademie Nisan bis zu deren Verbot 1212 aufbewahrt wurden. Der Gau Nisan gehörte bis 1142 zu Böhmen und wurde dann vom böhmischen Herzog Vladislav II. für eine Waffenhilfe zusammen mit der Landschaft um Bautzen an den deutschen König Konrad III. übertragen. Über den Verbleib der drei Evangelien ist nichts weiter bekannt.

## Erzbistum Prag
Der Volksglauben an ein Markus-Autograph hatte sich schnell im gesamten lateinischen Westen verbreitet. Im späten 13. oder frühen 14. Jahrhundert wurde deswegen der Teil des Markusevangeliums separat gebunden. Ein Patriarch von Aquileia aus dem Hause der Torriani (Della Torre) ließ die sieben Quaternionen (Lagen von vier Pergament-Bögen) des Markus-Evangeliums herausnehmen und in Silberblech einbinden, welches er mit dem Wappen von Aquileia und seinem eigenen Wappen versah. In Frage kommen die Patriarchen Raimondo della Torre (1273–1299), Cassone della Torre (1316–1318) oder dessen Nachfolger Pagano della Torre (1319–1332). Seit 1238 saßen die Patriarchen von Aquileia in Udine, und auch das Markus-Evangeliar befand sich nachweislich dort. Bei der Herausnahme des Markus-Evangeliums wurde die Handschrift neu eingebunden und dabei an allen drei Rändern stark beschnitten, wobei auch viele Randbeschriftungen und Namen verloren gegangen sein dürften.
Der deutsche Kaiser Karl IV. kam während seines ersten Italienzugs 1354/55 auch durch das Friaul und bat dabei seinen unehelichen Bruder Nikolaus von Luxemburg,  Patriarch von Aquileia von 1350 bis 1358, um Seiten aus dem spätantiken Markus-Evangelium für die Prager Kathedrale, den Veitsdom. Das Prager Erzbistums war erst zehn Jahre zuvor im Jahre 1344 gegründet worden. Erster Erzbischof war Ernst von Pardubitz († 30. Juni 1364). Er erhielt 1354 die letzten beiden Quaternionen des Markus-Evangeliars, welche er kunstvoll einbinden ließ. Mit der Überführung dieser verehrungswürdigen Markus-Handschrift sollte die Erhöhung Prags zum Erzbistum kirchenpolitisch untermauert werden. Seit 1355 wird auch das Haupt des Heiligen Veit im Veitsdom als Reliquie aufbewahrt, welches sich seit 756 in der Basilika Saint-Denis bei Paris und seit 836 im Kloster Corvey befunden hatte.

## Patriarchat Venedig
Während des Dreikapitelstreites (532 bis 699) berief Erzbischof Paulus I. um 558 ein eigenes Konzil in Aquileia ein, das die Zweinaturenlehre anerkannte, und trennte sich daraufhin von Rom. Ab diesem Zeitpunkt bezeichnete sich Paulus I. selbst als Patriarch, ein Titel, der nur dem Papst vorbehalten war, der ihn wiederum als „Paulinus“ verspottete. Erstmals chronologisch nachgewiesen ist diese Selbstbezeichnung im Jahre 567.
Schon im darauf folgenden Jahr 568 fielen die Langobarden im Friaul ein, worauf Patriarch Paulus I. nach Grado floh. 606 suchte Patriarch Candidianus von Aquileia (606–612), der in Grado residierte, wieder die Kirchengemeinschaft mit Rom. Sein in Aquileia verbliebenes Domkapitel schloss sich jedoch nicht an und wählte Johannes I. zum Patriarchen. Damit gab es zwei Patriarchate, eines in Grado (Aquileia Nova), das auch für die Lagune zuständig war, und eines in (Alt-)Aquileia. Die Lagune um Venedig war ab 540 der nordwestlichste Außenposten des Byzantinischen Reichs.

Italien zur Zeit des Langobardenkönigs Agilulf († 615)

Schon der der Legende nach zweite Doge Venedigs, Marcello Tegalliano (717 bis 726), soll versucht haben, im frühen 8. Jahrhundert mit einigen Booten die Inseln Centenaria und Mossone in der Lagune von Grado zu erobern. Dem siebenten Dogen, Maurizio Galbaio (764 bis 787/797), gelang es, 774 das Bistum Olivolo (später in Castello umbenannt) vom Patriarchat Grado abzuspalten. Damit war aber auch eine neue, scharfe kirchenrechtliche Grenze zum Frankenreich gezogen. Daraufhin ließ Hadrian I. (Papst von 772 bis 795) im Jahre 785 alle Venezianer aus der italienischen Pentapolis ausweisen und dabei enteignen, offiziell, weil sie unehrenhaft mit Sklaven und Eunuchen handelten, was aber römisch-katholische Potentaten ebenfalls taten.

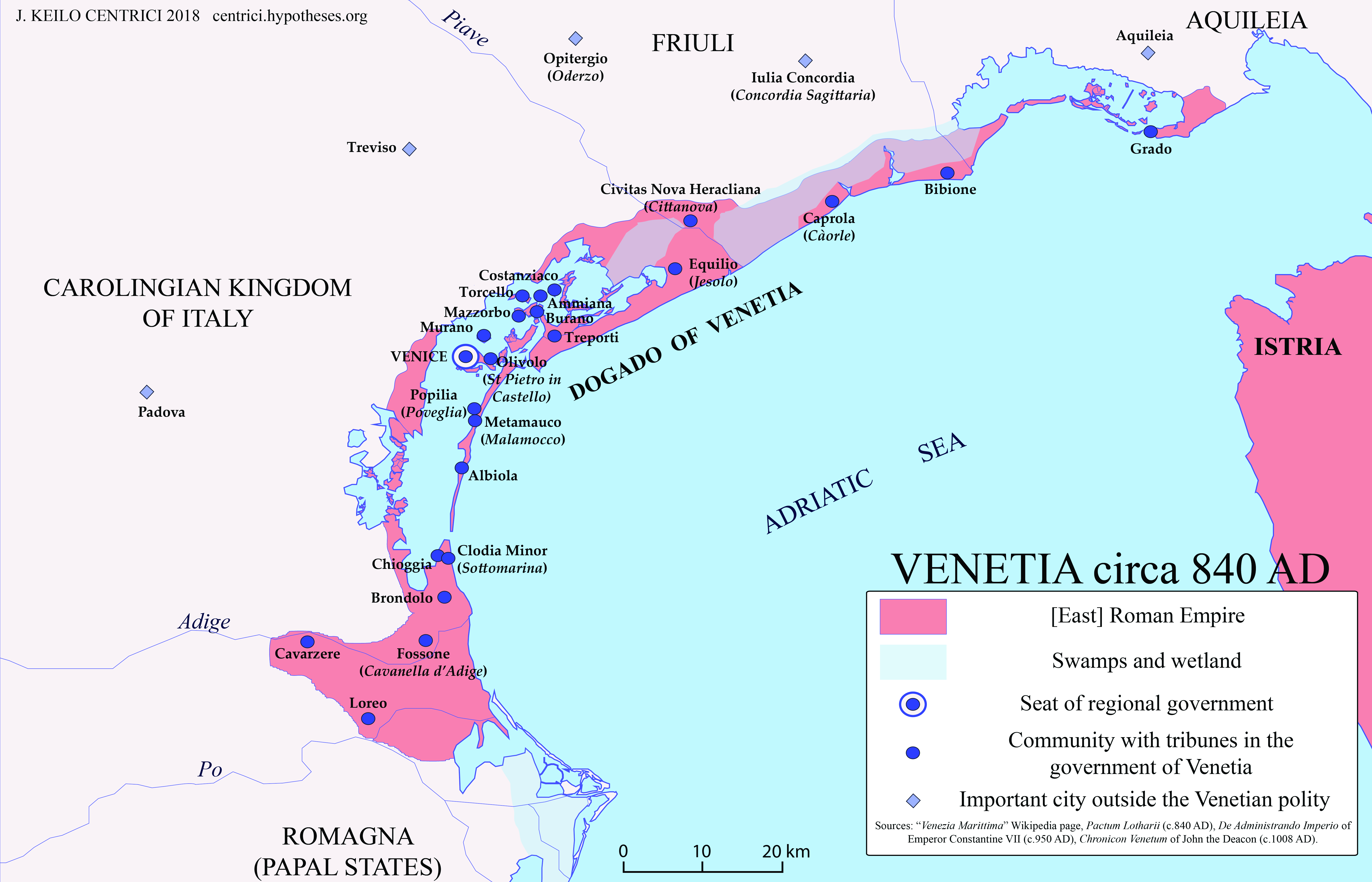
Das venezianische Lagunensystem mit den politischen Grenzen im Jahr 840. Grado befindet sich im nordöstlichsten Teil des Gebietes.

802 führte Venedig mit einer Flotte eine Strafexpedition durch, bei der Grado zerstört und der gefangen genommene Patriarch Johannes von einem „sehr hohen Turm“ (‚altissima turre‘) gestürzt wurde. Um 821 ließ der Doge Agnellus den nachfolgenden Patriarchen Fortunatus II. von Grado entfernen, der als Frankenfreund galt. Seitdem bestimmten die Dogen kirchenpolitisch das Patriarchat Grado.

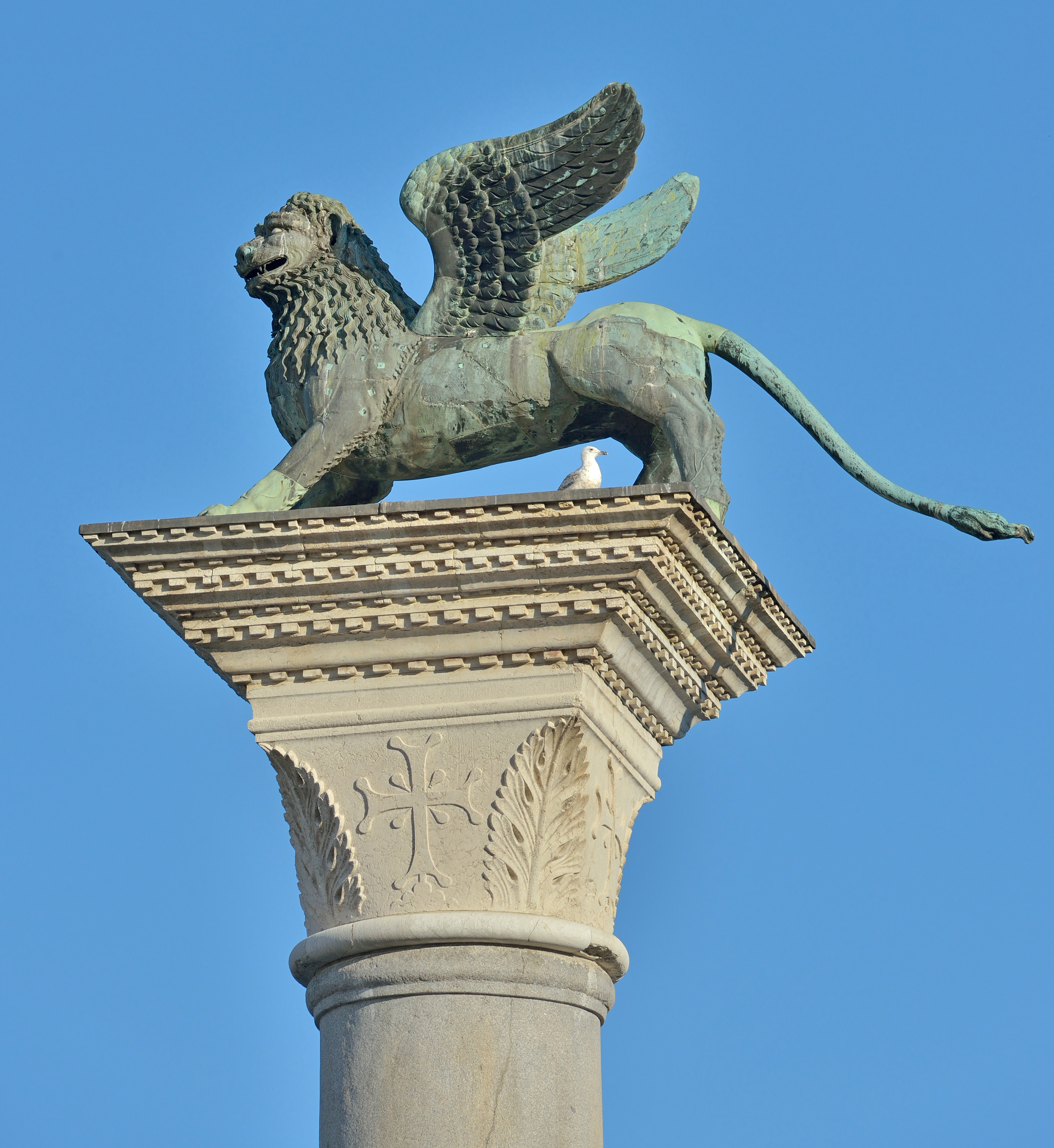
Markuslöwe, Piazza di San Marco

828 wurden die Gebeine des Evangelisten Markus von Venezianern aus Alexandria gestohlen. Zu seinen Ehren und als würdiger Ort für seine Reliquien entstand der Markusdom. Damit verfolgten die Venezianer das Ziel eines eigenen Patriarchats in der Nachfolge des Markus und damit die Nachfolge von Grado (und Aquileia). Ihnen fehlte dazu nur noch der angebliche Autograph des Markus, das Emblem des Patriarchats von Aquileia. Bereits 828 löste der Evangelist Markus den heiligen Theodor Tiro als Stadtheiligen Venedigs ab. Dabei war der Wechsel des Stadtpatrons auch ein Zeichen der Unabhängigkeit von Byzanz und dem dortigen Ökumenischen Patriarchen von Konstantinopel.

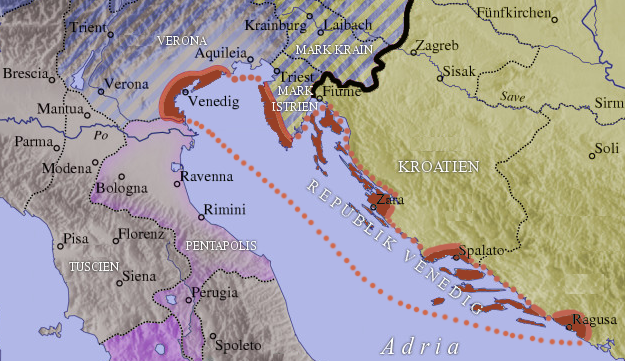
Venedigs Herrschaftsgebiet um 1000

Poppo von Aquileia (1019 bis 1042 Patriarch) versuchte im Kampf gegen Venedig das Patriarchat von Grado in zwei Angriffen seinem Herrschaftsgebiet einzuverleiben. Der massive Widerstand Venedigs lag nicht so sehr in der Unterstützung für ein eigenständiges Patriarchat Grado, sondern in der Sicherung der Kontrolle über dessen Suffraganbistümer in Venedigs Interessensphäre.
Nach dem Gang nach Canossa im Januar 1077 verlieh König Heinrich IV. dem Patriarchen Sieghard von Aquileia die Grafschaft Friaul, das Landgut Lunzanicha/Lucenigo und das ganze Lehen, das bisher Graf Ludwig von Friaul besessen hatte, mit allen dem König und dem Kärntner Herzog zustehenden Rechten (Urkunde zu Pavia von März/April 1077) und konnte ihn damit für seine Sache im Investiturstreit gewinnen; daraufhin ermöglichte ihm Patriarch Sieghard die zügige Rückkehr über die Alpen nach Bayern; laut Urkunden von Nürnberg, 11. Juni 1077 verlieh Heinrich IV. dann dem Patriarchen „und seinen Nachfolgern“ auch die Marken Istrien und Krain. Damit wurden die Patriarchen von Aquileia zu Reichsfürsten und Landesherren. Der Patriarchenstaat war jedoch nicht so ausgedehnt wie die Erzdiözese. Er reichte in etwa vom Tagliamento bis in das heutige italienisch-slowenische Grenzgebiet bzw. vom Adriatischen Meer bis an die Alpen.
Schon im 11. Jahrhundert residierte der Patriarch von Grado immer häufiger in Venedig, seit dem Patriarchen Giovanni VII. Gradenigo (1105–1108) waren sie dann ständig in Venedig ansässig. Noch weiter reichte der Einfluss Grados, als 1157 Papst Hadrian IV. festsetzte, dass ganz Dalmatien zur Obödienz des Patriarchen gehören sollte.
Wahrscheinlich 1162 belagerte der Patriarch von Aquileia, Ulrich II. von Treffen (1161 bis 1181), die Inselstadt Grado im Zuge des Streites mit Friedrich Barbarossa. Der Doge ließ sofort alle verfügbaren Schiffe nordwärts fahren. Die Truppen des Patriarchen unterlagen, der Patriarch und einige seiner Gefolgsleute gerieten in Gefangenschaft.
Den Vierten Kreuzzug dirigierte der Doge Enrico Dandolo 1202 zunächst nach Zadar um, wobei erstmals katholische Kreuzfahrer eine katholische Stadt plünderten, dann nach Konstantinopel, das 1204 erobert wurde.

Das Patriarchat Aquileia um 1250.

Ab 1337 begann die venezianische Politik der Terraferma, wobei das italienische Hinterland erobert werden sollte. Sie diente dazu, die Fernhandelsinteressen und die Ernährung zu sichern. Damit forderte Venedig den König von Ungarn und des Reiches Sigismund von Luxemburg gleich an zwei Stellen heraus, denn das von Venedig bedrohte Aquileia war Reichslehen und als König von Ungarn hatte Sigismund Anspruch auf die Städte Dalmatiens. Einem ersten Krieg von 1411 bis 1413 folgte 1418 bis 1420 ein zweiter, doch setzte sich Venedig am Ende 1433 durch.
Bereits 1409 hatten die Kanoniker von Aquileia wegen der drohenden Kriegsgefahr ihren Domschatz, darunter auch die Handschrift bis auf das gesondert gebundene Markus-Evangeliar, der Stadt Cividale del Friuli übergeben, der Patriarchenresidenz von 737 bis 1238. Die verehrungswürdigen in Silberblech gebundenen fünf Quartionen des Markus-Evangeliars übergaben sie erst 1418 bei Ausbruch des zweiten, endgültigen Krieges.
1420 beschlagnahmten venezianische Truppen das Markusevangelium, als sie dem Patriarchenstaat Aquileia mit ihrem Einfall ein Ende bereiteten. Sie hatten es von der Stadt Cividale del Friuli mit Nachdruck herausgefordert. Für die Herausgabe blieb die Stadt verschont. Am 24. Juni 1420 wurde dieses kunstvoll eingebundene Emblem des Patriarchats von Aquileia in einer feierlichen Zeremonie als Staatsheiligtum in den Schatz des Markusdomes überführt. Damit sollte die Unterordnung des Patriarchats von Aquileia unter die Republik Venedig offensichtlich gemacht werden. Fast 600 Jahre nach dem Raub der Markusreliquien aus Alexandria befand sich damit auch der angebliche Markusautograph in Venedig.
Der Handschrift bekam die Feuchtigkeit der Lagune nicht, so dass die Pergamentseiten zusammenklebten und sie unleserlich worden, im Gegensatz zu den Pergamentseiten, die nach Prag kamen oder in Cividale del Friuli verblieben.

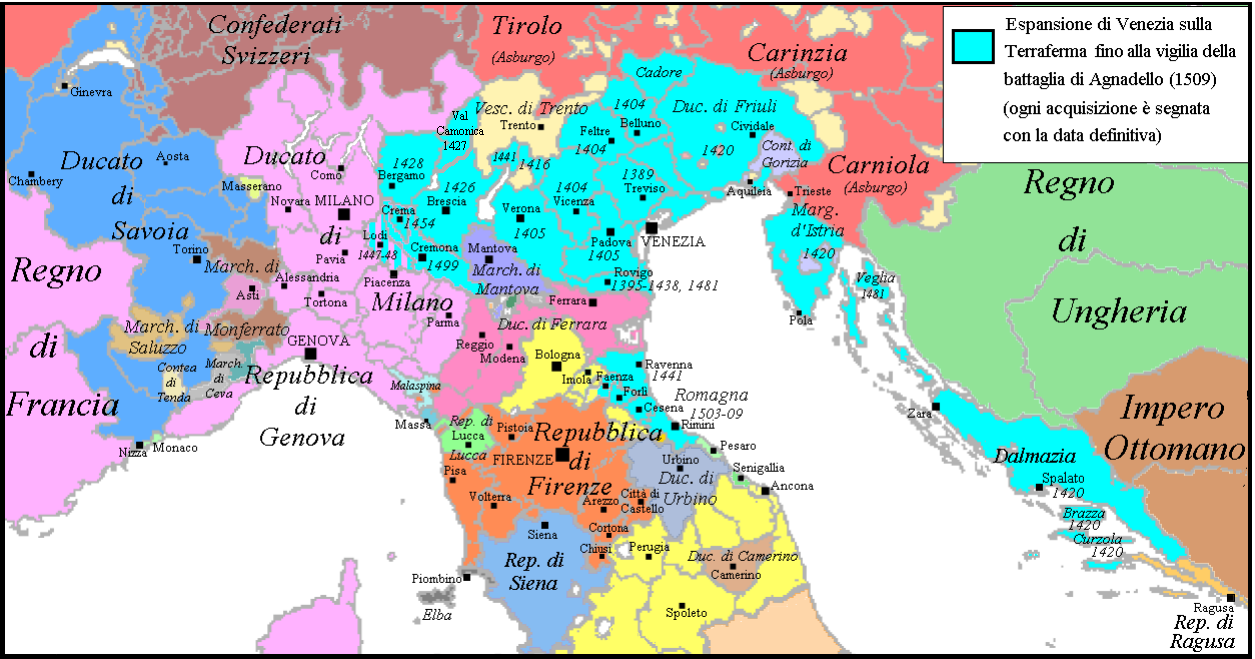
Die maximale Ausdehnung der venezianischen Gebiete von Terraferma, zu Beginn des 16. Jahrhunderts (am Vorabend der Schlacht von Agnadello vom 14. Mai 1509)

1433 konnte Venedig in einem Vertrag mit Kaiser Sigismund von Luxemburg die Terraferma und Dalmatien als seinen Besitz fixieren. 1437 wurde die Eroberung der Terraferma durch den Kaiser anerkannt: Am 16. August 1437 empfing Marco Dandolo für Venedig in Prag die Terraferma als Reichslehen. Zum Zeitpunkt ihrer größten Ausdehnung umfasste die Terraferma das Veneto, das Friaul und Teile der Lombardei vom Po bis zur Etsch, dem südlichen Alpenrand und die Julischen Alpen.
Der Bischof von Venedig (zuvor Bischof von Castello) Lorenzo Giustiniani erhielt am 8. Oktober 1451 durch Übertragung des Patriarchats von Grado von Papst Nikolaus V. den Patriarchentitel.

## Fälschung langobardischer Einträge
Der Schrift nach wahrscheinlich im 16. Jahrhundert hat eine Hand mit gelbbrauner Tinte und stummer Feder mit gleichmäßigen Zügen an verschiedenen Stellen die Namen früher langobardischer Herrscher eingetragen:
- Folio 30: et Rothcari duci (Rothari; * um 606; † 652)
- Folio 35: Rothegasi
- Folio 66: Giseltrud regina (Giseltrude, Schwester des Herzogs Anselm von Friaul, Frau des Königs Aistulf, König von 749 bis 756)
- Folio 69: Ratchis rex et Luitprand R (Ratchis, von 744 bis 749 und ein zweites Mal von 756 bis 757 König und Liutprand, von 712 bis 744 König)
- Folio 97: Aistulphus Rex Ner (Aistulf, König von 749 bis 756)
- Folio 102: Anseimus dux. Giseltruda soror. Petrus dux. Ursus dux. Mantarda. Racalaida. Tudelinda. Rodelenda. Ualtifrida (Anselm von Nonantola, von 749 bis 751 dux (Herzog) von Friaul und von 752 bis 803 Abt der Abtei Nonantola, dessen Frau Giseltrud, Schwester des Königs Aistulf, König von 749 bis 756, Rodelinde * um 510, die erste Frau des Langobardenkönigs Audoin)
- Folio 107: Teodelinda R. (Theudelinde, * um 570; † 22. Januar 627, Königin von 589 bis 626, ab 15. Mai 589 mit König Authari und ab September 590 mit König Agilulf verheiratet)